# Падар, Танель
Та́нель Па́дар (эст. Tanel Padar; род. 27 октября 1980, Хальяла, Раквереский район, Эстонская ССР) — эстонский рок-музыкант и поп-певец, в дуэте с Дэйвом Бентоном победил в конкурсе песни Евровидение-2001 в Копенгагене.

## Биография
Учился игре на кларнете и саксофоне, пел в церковном и детском хоре, а также в хоре мальчиков, увлекался народной музыкой и спортивными танцами.
Является создателем ансамбля «Speed free», выпустившего свой первый диск «Woman Knows» в мае 2001 года. Все песни для ансамбля Падар писал сам.
После совместной с Дэйвом Бентоном победы в конкурсе Евровидение-2001 становится одним из самых знаменитых рок-музыкантов Эстонии. На конкурсе Бентон и Падар исполняли песню «Everybody», в выступлении участвовала также группа «2XL».
В 2003 году создал ансамбль «The Sun», с которым в 2006 году получил в Эстонии призы в 5 из 15 категорий, в том числе приз «Лучший альбом» года и «Лучший ансамбль года».
Один из двух ведущих третьего сезона эстонского песенного конкурса «Eesti otsib superstaari».

## Семья
16 мая 2003 года женился на бывшей топ-модели Катарине Калда, у которой от предыдущего брака был сын Андрей. В апреле 2006 года супруги расстались, а 12 июля 2007 года оформили развод.
У Падара есть старшая сестра, популярная в Эстонии певица Герли Падар, ставшая известной раньше своего брата. Герли Падар представляла Эстонию на конкурсе песни Евровидение 2007 года.

## Дискография
- 2005 — The Greatest Hits
- 2005 — Veidi valjem kui vaikus («Чуть громче, чем тишина»)
- 2006 — 100 % Rock’n’roll
- 2007 — The Sun Live 2006
- 2007 — Veidi valjem kui vaikus II («Чуть громче, чем тишина II»)
- 2008 — Here Comes The Sun
- 2008 — Unisex
- 2010 — Ring